# 蒙莱韦克
蒙莱韦克（法語：Mont-l'Évêque，法語發音：[mɔ̃ levɛk]）是法国瓦兹省的一个市镇，属于桑利斯区。

## 地理
蒙莱韦克（49°11'41"N, 2°37'51"E）面积14.18 平方千米，位于法国上法蘭西大區瓦兹省，该省份为法国北部内陆省份，北起索姆省，西接厄尔省和滨海塞纳省，南至塞纳-马恩省和瓦兹河谷省，东临埃纳省。
与蒙莱韦克接壤的市镇（或旧市镇、城区）包括：巴尔伯里、博雷、沙芒、方丹沙利、蓬塔尔梅、桑利斯、泰夫河畔蒂耶尔。

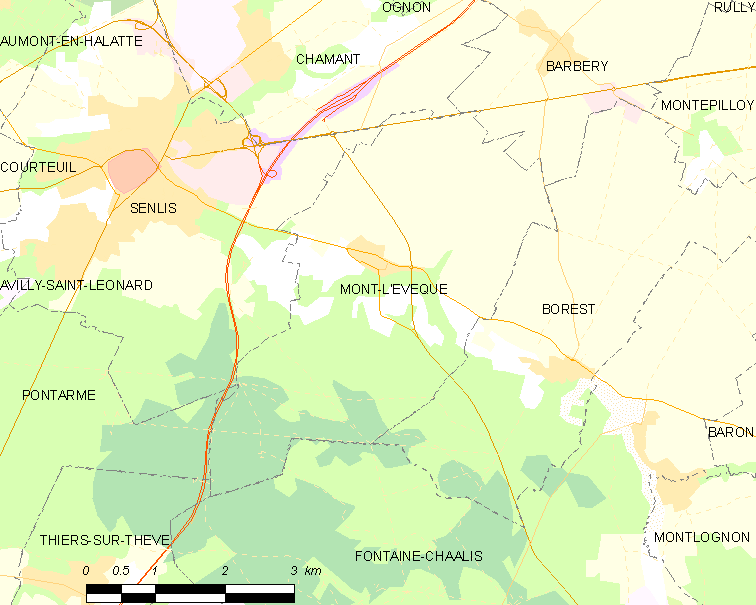
蒙莱韦克的OSM定位图

蒙莱韦克的时区为UTC+01:00、UTC+02:00（夏令时）。

## 行政
蒙莱韦克的邮政编码为60300，INSEE市镇编码为60421。

## 政治
蒙莱韦克所属的省级选区为桑利斯县。

## 人口

1962-2008年间蒙莱韦克人口变化图示

蒙莱韦克于2022年1月1日时的人口数量为405人。